# روبن إلوود
روبن إلوود (بالإنجليزية: Reuben Ellwood)‏ هو سياسي أمريكي، ولد في 21 فبراير 1821 في ميندن في الولايات المتحدة، وتوفي في 1 يوليو 1885 في سيكامور في الولايات المتحدة. حزبياً، نشط في الحزب الجمهوري. وقد انتخب عضو جمعية ولاية نيويورك وانتخب عضو مجلس النواب الأمريكي.